# 딴지일보
딴지일보는 딴지그룹이 운영하는 대한민국의 진보 성향 인터넷 신문이다. 1998년 7월 6일 창간된 인터넷 패러디 신문으로서 대통령을 비롯한 정치인, 경영인, 연예인 등에 대해 노골적이고 자극적인 풍자를 서슴지 않고 폭소를 자아내는 합성사진과 속을 후련하게 하는 내용으로 인해 네티즌들에게 인기를 얻었다.

## 역사
1998년 7월 6일, 발행인 겸 딴지그룹 총수인 김어준이 창간했다. 창간선언문을 통해 '한국 농담을 능가하며 B급 오락영화 수준을 지향하는 초절정 하이코메디 씨니컬 패러디 황색 싸이비 싸이버 루머 저널'을 지향하였다. 1997년 12월에 치러진 15대 대선에 관한 이회창과 김영삼의 뉴스 패러디 및 사진 패러디를 웹에 기재함으로써 초기 독자층과 필진을 확보하였다. 창간 2개월만에 조회수 100만건 이상을 기록하면서 큰 인기를 얻었고, 이 성공에 힘입어 전 4권의 단행본을 출간하였다. 욕설과 비속어, 그리고 정치와 사회에 대한 패러디를 통해 기존의 권위주의와 편견을 해소하고 '배설 욕구'를 충족시켰다는 점에서 큰 호평을 얻었다. 이후 확장을 거듭하여 2000년에는 공채를 통해 새 필진들을 고용했고, 딴지그룹으로 확장하며 딴지관광청, 남로당(현 연애통신, 딴지그룹에서 분사), 딴지관광청(현재 딴지그룹에서 분사)등의 계열사를 창립했으며 야후로부터 800억 원에 인수제안을 받기도 하였다.
사옥은 창간 이래 서울 영등포구 문래동의 한 물류창고에 있었으나, 경영 악화 이후 2006년 중구 남산동 2가로 이전하였다. 2012년 4월 대학로 설치극장 정미소 지하 1층으로 이전하였다. 이후 2016년 5월 서울 서대문구 충정로로 이전하였다.

### 해킹 사건
2011년 7월 4일, 해킹으로 인해 서비스가 정지되고 13년간의 데이터가 유실되었다. 7월 26일, 서비스가 재개되었으나 마지막 1년 기사는 복구하지 못했다. 이 사건에 대해 정부 해킹이라는 제보가 있었으나 배후는 밝혀지지 않은 상태이다. 또한 2012년 12월 19일, 18대 대통령 선거 당일날 오전 6시부터 딴지일보 홈페이지가 디도스 공격을 당하는 사건이 있었다. 딴지일보를 비롯한 딴지그룹의 모든 홈페이지(딴쥐마켓, 딴지라디오, 벙커원 홈페이지) 모두가 접속이 불가능한 상황이 발생했다. 특히 이 날은 대선 특집으로 13시간 분량의 인터넷 릴레이 생방송이 진행될 것으로 예고됐었는데 정확하게 방송 시작시간에 맞춰 디도스 공격이 시작되었다. 처음에는 방송을 들으려는 접속자가 몰리면서 생기는 자연스러운 접속장애인 것으로 알려졌지만 서버를 관리하는 한국마이크로소프트 측에서 '정상적 접속상황이 아니었다'고 밝혔고 딴지일보 측에서도 디도스 공격을 받았다고 인정했다. 한편, 이날 생방송은 팟빵의 시스템을 이용한 탓에 트위터 등을 통해 우회 링크가 전파되어 방송 전파에 성공했고, 13시간 동안 패널들의 릴레이 생방송이 이어졌다.

### 재정 악화와 독자 후원
한 때 50여 명의 상근직원이 근무할 정도였던 딴지일보의 규모는 현재 직원 10여 명 정도로 감소한 상태이다. 2011년 8월, 전직 딴지일보 사업기획실장은 딴지일보 및 《나는 꼼수다》의 재정이 심각한 상황이라며 비공식적으로 딴지그룹 법인계좌를 공개하였다. 해당내용은 트위터를 통해 전파되었으며, 9월 말 기준 500명 이상의 독자가 해당 게시물에 후원사실을 밝혔다. 이후 나는 꼼수다 관련 상품의 판매, 벙커원 카페 운영 등으로 수익 다각화를 시도하고 있다.

## BUNKER1
BUNKER1은 iTunes 팟캐스트를 통해 진행된 딴지라디오 방송들이 성공을 거두던 시기에 만들어진 곳으로, 벙커1의 공식 소개를 인용하면 다음과 같다. 
'가카 정권 5년간 각개 전투로 병력을 소진한 아군들을 위해 개설한 마지막 진지이다. 함께 견디며 힘을 모으기 위해 비상시에는 작전을 수립하고 평시에는 사기를 충전하는 다목적복합기지의 기능을 수행한다. PX에서는 아군들의 건강 증진에 기여하는 품질 돋는 식량 및 전투력 향상을 위한 군수물품을 판매한다. 벙커1의 지휘, 통솔은 민족정론지 딴지일보를 모회사로 하는 딴지그룹이 맡고 있다.'

지상 1층에는 딴지까페가 운영되고 있는데 딴지일보만의 위트가 넘치는 메뉴들을 판매하며, 무대가 있어 강연 등이 열리기도 한다. 2층에는 딴지라디오가 제작되는 녹음실, 스튜디오, 사무실 등이 마련되어 있다.

## 논란
딴지일보의 게시판에 탈북민인 태영호의 지역구인 강남갑 지역에 위치한 아파트 브랜드의 이름을 '인민이 편한세상'·'동무센트레빌'·'간나아이파크'·'푸르디요'·'내래미안' 등으로 바꿔 부르고 역삼역을 '력삼역'으로, 논현역을 '론현역'으로 표현하는 내용을 담은 게시물이 올라왔다.

## 팟캐스트
- 나는 꼼수다 : 2011년 4월 27일 시작, 2012년 12월 18일 종방, 정치 분야
- 나는 꼽사리다 : 2011년 11월 19일 시작, 사회 · 경제 분야
- 나는 딴따라다 : 2012년 6월 11일 시작, 문화 분야
- 주진우의 현대사 : 2012년 6월 18일 시작
- 그것은 알기싫다 : 2012년 9월 27일 시작, 시사 고발
- 파워투더피플
- 아부나이 니홍고
- 벙커1 강연
- 딴지영진공 : 2013년 8월 21일 시작, 2015년 7월 22일 종방, 영화 분야
- 슈퍼의스타K : 2015년 2월 3일 시작, 2017년 1월 6일 종방, 소비 분야
- 김남훈의 과이언맨 : 2014년 11월 9일 시작, 2015년 5월 29일 종방, 사회 분야
- 가능한게 거의 없을껄: 2015년 3월 13일 시작, 2016년 12월 22일 종방, 시사 고발

## 딴지일보 내부 구조
딴지그룹 딴지일보 편집국은 독자들 사이에서 흔히 '수뇌부'라고 불린다. 수뇌부는 상근 직원들(편집장 죽지 않는돌고래, 인지니어스, 챙타구, 근육병아리)로 이루어져 있으며, 기사는 대부분 외부필진의 글을 받아서 송고한다. 물론, 편집부 기자들이 직접 취재하는 기사도 더럿 있다. 과거엔 '독자투고' 시스템을 활발히 이용했으나, 최근엔 기자들이 직접 필진들과 컨텍해서 글을 받아오고 있다. 필진에게 고료를 잘 지급하지 않는 업계를 고려하면, 딴지의 고료는 괜찮다는 평.

## 특징
초창기부터 네티즌들의 정곡을 찌르는 웃기고 기발한 아이디어로 기사를 썼다. 심지어는 딴지일보 기자가 기사를 펑크내고 도망친 일까지 기사로 냈다.

## 참고
1. ↑  《글로벌 세계대백과사전》, 〈딴지일보〉
2. ↑  “기발한 딴죽에 웃고 예리한 풍자에 속이 시원”‘딴지일보’떴다, 동아일보, 1998년 9월 14일
3. ↑  배설욕구 충족시킨 대리똥침, 한겨레, 1999년 6월 17일
4. ↑  다시 '딴지' 거는 딴지일보 , 아이뉴스 24, 2009년 6월 30일
5. ↑  2000만 원 받고 감쪽같이 데이터 삭제, 한국경제매거진
6. ↑  딴지라디오 "디도스 공격..'13시간 방송' 접속불가" 보관됨 2016-03-03 - 웨이백 머신, 이데일리
7. ↑  거지면 거지답게? 보관됨 2011-10-03 - 웨이백 머신, 한나래 쉬어가는 그늘
8. ↑  “태구민에 쏟아지는 조롱과 공격…도 넘은 색깔론”. 2020년 4월 18일에 확인함.
9. ↑  (사건) 딴지 기자, 기사 펑크내고 잠적

## 같이 보기
- 김어준
- 나꼼수
- 김어준의 뉴스공장
- 박봉팔닷컴